# Links-Groen
De Links-Groene partij, of Vinstrihreyfingin-grænt framboð in het IJslands, is een politieke partij in IJsland met een socialistisch, ecologisch en feministisch programma. De partij werd opgericht in 1999 door enkele linkse leden van de Alþingi (het parlement van IJsland) die niet mee wilden gaan in de fusiepartij Alliantie. Links-Groen is met elf zetels in het parlement de tweede partij van het land en maakte sinds 30 november 2017, na vier jaar oppositie, weer deel uit van de regering.
Links-Groen wil een vergaande democratie en directe betrokkenheid van het volk in het bestuur van het land. De partij is voor opname en integratie van immigranten in de IJslandse samenleving en tegen lidmaatschap van de Europese Unie.
Links-Groen heeft ongeveer 3000 leden en is zelf lid van de Noordse Groen-Linkse Alliantie.
De voorzitter van Links-Groen Katrín Jakobsdóttir was van 30 november 2017 tot 9 april 2024 premier van IJsland. De vicevoorzitter is Björn Valur Gíslason en de secretaris-generaal van de partij is Björg Eva Erlendsdóttir.
Bij de parlementsverkiezingen van 1 december 2024 verloor Links-Groen alle zetels en verdween dus uit de Alþingi.

## Verkiezingen voor hetParlement van IJsland
| Jaar | Stemmenpercentage | Parlementsleden |
| ---- | ----------------- | --------------- |
| 1999 | 9,1%              | 6               |
| 2003 | 8,8%              | 5               |
| 2007 | 14,3%             | 9               |
| 2009 | 21,7%             | 14              |
| 2013 | 10,9%             | 7               |
| 2016 | 15,9%             | 10              |
| 2017 | 16,9%             | 11              |